# Jochen Lettmann
Jochen Lettmann (ur. 10 kwietnia 1969 w Duisburgu) – niemiecki kajakarz górski. Brązowy medalista olimpijski z Barcelony.
Zawody w 1992 były jego pierwszymi igrzyskami olimpijskimi, brał udział także w igrzyskach w 1996. Medal zdobył w kajakowej jedynce. Na mistrzostwach świata zdobył dwa medale w rywalizacji drużynowej, złoto w 1995 i brąz w 1997. W 1996 zdobył dwa medale mistrzostw Europy, brąz indywidualnie i złoto w rywalizacji drużynowej.